# 위베르 포르니에
위베르 푸르니에(프랑스어: Hubert Fournier, 1967년 9월 3일~)는 프랑스의 전 축구 선수이자, 축구 감독이다.
2008년 FC 구에그농에서 감독 생활을 시작한 그는 2010년 당시 프랑스 리그 2에 소속되어 있었던 스타드 드 랭스의 감독으로 부임한다. 첫 시즌 그는 2부 리그 팀인 랭스를 쿠프 드 프랑스 8강까지 올려 놓았고, 이듬해 2011-2012 시즌 그는 팀을 리그 1에 올려놓기를 성공한다.